# ديف ميلر (لاعب كرة قاعدة)
ديف ميلر (بالإنجليزية: Dave Miller)‏ هو لاعب كرة قاعدة أمريكي، ولد في 25 أغسطس 1966.

## وصلات خارجية
- ديف ميلر على موقعبيزبول رفرنس.كوم (الدوري الثانوي) (الإنجليزية)